# Усмивка за сто лева
„Усмивка за сто лева“ е български телевизионен игрален филм (детски) от 1995 година на режисьора Зоя Касамакова, по сценарий на Олга Кръстева. Оператор е Марин Карамфилов. Художник е Айсидора Зайднер. Музиката във филма е композирана от Петър Радевски и Кирил Ламбов.
Текстът на песента е на Румен Николов.

## Актьорски състав
| Роля      | Изпълнител         |
| --------- | ------------------ |
| дъщерята  | Петя Вутова        |
| майката   | Мария Статулова    |
| бащата    | Георги Новаков     |
| бабата    | Емилия Радева      |
|           | Луна Давидова      |
|           | Светослав Пишалов  |
| кака Лара | Лара Златарева     |
|           | Енчо Данаилов      |
|           | Венцислав Гешев    |
|           | Маргарита Божилова |
|           | Малин Кръстев      |
|           | Панайот Цанков     |
|           | Стефан Савов       |
|           | Ганета Атанасова   |
|           | Иво Горчевев       |
| дете      | Мария              |
| дете      | Теодора            |
| дете      | Бойко              |
| дете      | Светозар           |
|           | костенурката Тоби  |